# Amnesi
Amnesi är en medicinsk term som innebär en sjuklig oförmåga att komma ihåg eller att skapa minnen. Det finns flera typer av amnesi:
- retrograd amnesi: oförmåga att återkalla befintliga minnen.
- anterograd amnesi: att man från och med ett visst tillfälle inte längre förmår lära in vad som sker och alltså inte minns något räknat från den speciella tidpunkten och framåt. Båda typerna förekommer i varierande svårighetsgrad.
- transient amnesi: en blandning av retrograd och anterograd amnesi.
- infantil amnesi: svårigheter att som vuxen komma ihåg någonting före 4–5-årsåldern (vilket dock är normalt och inget sjukdomstillstånd).[1]

Minnesförlust (amnesi) kan orsakas av en skada på hjärnan som antingen orsakas av eller förekommer efter någon av följande situationer: hjärntumör, cancerbehandling, hjärnskakning, otillräcklig syretillförsel till hjärnan på grund av hjärtstopp eller andnöd, allvarlig infektion inuti eller omkring hjärnan, större kirurgiska ingrepp såsom hjärnkirurgi, svår sjukdom, stroke eller övergående ischemisk attack, vätskeansamling i hjärnan, eller övergående global amnesi (plötslig, tillfällig förlust av minnet). Ibland kan orsaken till tillståndet vara oklar.
Såväl anterograd som retrograd amnesi kan orsakas av ECT.